# Antoni Patla
Antoni Patla (ur. 13 kwietnia 1898 w Głowience, zm. 10 maja 1977 w Augustowie) – polski dziennikarz, muzeolog, pedagog, uczestnik ruchu oporu w trakcie II wojny światowej.

## Życiorys
Szkołę podstawową i średnią ukończył z odznaczeniem w Krośnie. Od 1912 członek Polskiego Towarzystwa Krajoznawczego. W 1914 związał się ze „Strzelcem”, a potem z Legionami. Był uczestnikiem wojny polsko-bolszewickiej. Będąc oficerem IV Pułku Legionów walczył pod Beresteczkiem. W latach 1921–1922 pełnił funkcję oficera oświatowego w 41 pułku piechoty im. Józefa Piłsudskiego w Suwałkach. W 1927 po studiach w Warszawie uzyskał dyplom dziennikarza. Od 1927 jako osadnik wojskowy osiadł w okolicy Grodna, gdzie prowadził gospodarstwo rolne. W 1929 objął redakcję „Kuriera Nadniemeńskiego”. Tuż przed wybuchem II wojny światowej powrócił do Krosna. Podczas wojny działał w strukturach AK ps. Kuna. Od 1945 do 1947 był organizatorem i kierownikiem Domu Dziecka dla sierot wojennych w Jackowie. Od 1947 do 1950 dyrektor Liceum Ogrodniczego w Suwałkach. Był także wiceprezesem Zarządu Okręgu PTTK w Białymstoku. Od 1955 tworzył we własnym mieszkaniu zaczątki Muzeum Regionalnego w Augustowie. Był także inicjatorem powołania rezerwatu na jeziorze Hańcza, a także twórcą założeń Suwalskiego Parku Krajobrazowego. W 1959 wydał przewodnik Piękno ziemi suwalsko-augustowskiej. Był też współzałożycielem Towarzystwa im. Marii Konopnickiej. Od 1962 honorowy przewodnik turystyki pieszej, a od 1972 członek honorowy PTTK.
Zmarł pracując, w trakcie pisania książki o Ziemi Krośnieńskiej na konkurs Miesięcznika Literackiego. Pochowany na cmentarzu parafialnym w Augustowie (sektor 2 grób 282).

## Odznaczenia
- Krzyż Srebrny Orderu Virtuti Militari,
- Krzyż Niepodległości (16 marca 1937)[4],
- Krzyż Kawalerski Orderu Odrodzenia Polski,
- Krzyż Walecznych (trzykrotnie),
- Srebrny Wawrzyn Akademicki (5 listopada 1938)[5],
- Złota Honorowa Odznaka PTTK,
- Medal im. A. Janowskiego,
- Złota Honorowa Odznaka Ligi Ochrony Przyrody.